# Casa Collums-Baker
La Casa Collums-Baker es una casa histórica en el lado este de la Ruta 65 de los Estados Unidos, a aproximadamente 0,5 millas (0,8 km) al sur de Bee Branch, Arkansas. Es una estructura de madera de  plantas, con techo y volumen irregulares, asentada sobre una cimentación de bloques. El cuerpo principal tiene un techo a dos aguas en un extremo, a cuatro aguas en el otro, y una sección inferior a cuatro aguas a la derecha, con un cobertizo de una sola planta también a cuatro aguas que se extiende hacia la derecha. Un porche de una sola planta con techo a cuatro aguas se extiende a lo largo de la sección principal, con postes torneados y ménsulas decorativas.
Construida en 1907, es el mejor ejemplo local del estilo victoriano popular. La casa comparte características con la Casa Art Scanlan, lo que sugiere que ambas pueden tener el mismo constructor. La casa fue incluida en el Registro Nacional de Lugares Históricos en 1992. 